# Big Country
Big Country je skotská rocková skupina založená v roce 1981 v Dunfermline, městě ve skotské správní oblasti Fife.
Největší popularitu skupina zažívala v první polovině 80. let 20. století. Skupina byla typická svými zvuky inspirovánými skotskou lidovou a bojovou hudbou. První singl skupiny byl vydán s názvem Harvest Home, nahrán a vydán v roce 1982. Dalším singlem byl v roce 1983 Fields Of Fire (400 Miles), po němž následovalo hudební album Crossing, které se stalo hitem ve Spojených státech amerických. V roce 1984 skupina vydala další singl Wonderland, který někteří kritici považují za jeden z jejich nejlepších. Tento singl byl hitem v žebříčku Top 40 (číslo 8) v UK Singles Chart.
Vrcholem jejich doposavadní kariéry byl koncert v Glen Pavilion v Dunfermline a rozhovor s BBC Radio Scotland, kde byly použity ukázky z CBS Studia.

## Členové

### Současní členové
- Bruce Watson – současný člen kapely Big Country – kytara, mandolína (1981–2000, 2007, 2010–současnost)
- Mark Brzezicki – bicí (1981–89, 1993–2000, 2007, 2010–současnost)
- Jamie Watson – kytara (2010–současnost)
- Simon Hough – kytara, harmonika (2013–současnost)
- Scott Whitley – basa (2015–současnost)

### Bývalí členové
- Stuart Adamson – kytara, klávesy (1981–2000)
- Pete Wishart – klávesy (1981)
- Alan Wishart – basa (1981)
- Clive Parker – bicí (1981)
- Tony Butler – basa (1981–2000, 2007, 2010–12)
- Pat Ahern – bicí (1989–93)
- Mike Peters – vokály (2010–13)
- Derek Forbes – basa (2012–2015)